# Кристијан Карлсон Стед
Kристијан Карлсон Стед (енгл. Christian Karlson Stead, познат као C. K. Stead; Окланд, Нови Зеланд 17. октобра 1932) је новозеландски писац чија дела обухватају романе, поезију, кратке приче и књижевну критику. Један је од најпознатијих писаца Новог Зеланда и добитник је многих новозеландских и међународних признања. 

## Биографија и стваралаштво
Стед је рођен у Окланду 1932. године, где је завршио основне и магистарске студије. Након што је докторирао на Универзитету у Бристолу 1961, вратио се у Окланд, где је од 1959. до 1986. предавао на Универзитету у Окланду. Са  позиције професора енглеског језика повукао се 1986. да би се посветио писању.
Његов први роман, Смитов сан, објављен је 1971. године. Овај роман је дао основу за филм Успавани пси (Sleeping Dogs) са Семом Нилом у главној улози, који је постао први новозеландски филм објављен у Сједињеним Америчким Државама. 
У наредне две деценије написао је низ међународно успешних романа који су преведени на многе језике и за које је освојио многе награде. Као признање за своје дело, 2007. је добио највишу новозеландску награду за животно дело, а 2015. је био проглашен за новозеландског песника лауреата за 2015-2017.
Међу његовим романима издвајају се Сви посетиоци на обалу (All Visitors Ashore, 1984) и Факапапа која пева (The Singing Whakapapa, 1994). Његов најпревођенији роман је Звао сам се Јуда (My Name Was Judas, 2006) који је објављен на српском 2013. у издању Прометеја из Новог Сада.